# Međunarodna financijska korporacija
Međunarodna financijska korporacija (IFC) međunarodna je financijska institucija koja nudi usluge ulaganja, savjetovanja i upravljanja imovinom za poticanje razvoja privatnog sektora u manje razvijenim zemljama. Međunarodna financijska korporacija je članica Grupe Svjetske banke sa sjedištem u Washingtonu D.C., Sjedinjene Američke Države.
Osnovana je 1956. godine, kao ogranak privatnog sektora Grupe Svjetske banke, za promicanje gospodarskog razvoja ulaganjem u profitne i komercijalne projekte za smanjenje siromaštva i poticanje razvoja. Cilj IFC-a je postići bolje prilike kojima se smanjuje siromaštvo i postiže bolji životni standard mobiliziranjem financijskih sredstava za privatna poduzeća, promicanjem pristupačnih i konkurentnih tržišta, podupiranjem poduzeća i drugih subjekata privatnog sektora te nastankom radnih mjesta i pružanjem potrebnih usluga onima koji su siromašni ili na drugi način ranjivi.[nedostaje izvor]
Od 2009. IFC se usredotočio na niz razvojnih ciljeva na koje se očekuje da će se usredotočiti njegovi projekti. Njegovi su ciljevi povećati mogućnosti održive poljoprivrede, poboljšati zdravstvenu skrb i obrazovanje, povećati pristup financiranju za mikrofinanciranje i poslovne klijente, poboljšati infrastrukturu, pomoći malim poduzećima da povećaju prihode.
IFC je u vlasništvu i pod upravom zemalja članica, ali ima svoju vlastitu izvršnu upravu i osoblje za obavljanje uobičajenog poslovanja. To je korporacija čiji su dioničari vlade članice koje osiguravaju uplaćeni kapital i imaju pravo glasa o njezinim pitanjima. Izvorno je bio više financijski integriran s Grupom Svjetske banke, no kasnije je IFC osnovan zasebno i na kraju je ovlašten djelovati kao financijski samostalan subjekt i donositi neovisne odluke o ulaganjima.[nedostaje izvor]
Organizacija nudi niz usluga financiranja dugom i kapitalom i pomaže tvrtkama da se suoče s rizikom, suzdržavajući se od sudjelovanja u upravljačkoj funkciji. Korporacija nudi i savjete tvrtkama o donošenju odluka, procjeni njihovog utjecaja na okoliš i društvo te odgovornom ponašanju.[nedostaje izvor] Ona savjetuje vlade o izgradnji infrastrukture i partnerstava za daljnju potporu razvoju privatnog sektora.